# Sost, Hautes-Pyrénées
Sost là một xã thuộc tỉnh Hautes-Pyrénées trong vùng Occitanie khu vực tây nam nước Pháp. Xã này nằm ở khu vực có độ cao trung bình 736 mét trên mực nước biển.